# Тро-Бро Леон
Тро-Бро Леон (брет. Tro Bro Leon, фр. Tour du Léon) — шоссейная однодневная велогонка по дорогам французской исторической области Леон, известной также как Бро Леон или Земли Леона. Входит в календарь Европейского тура UCI и Велошоссейного кубка Франции.

## История

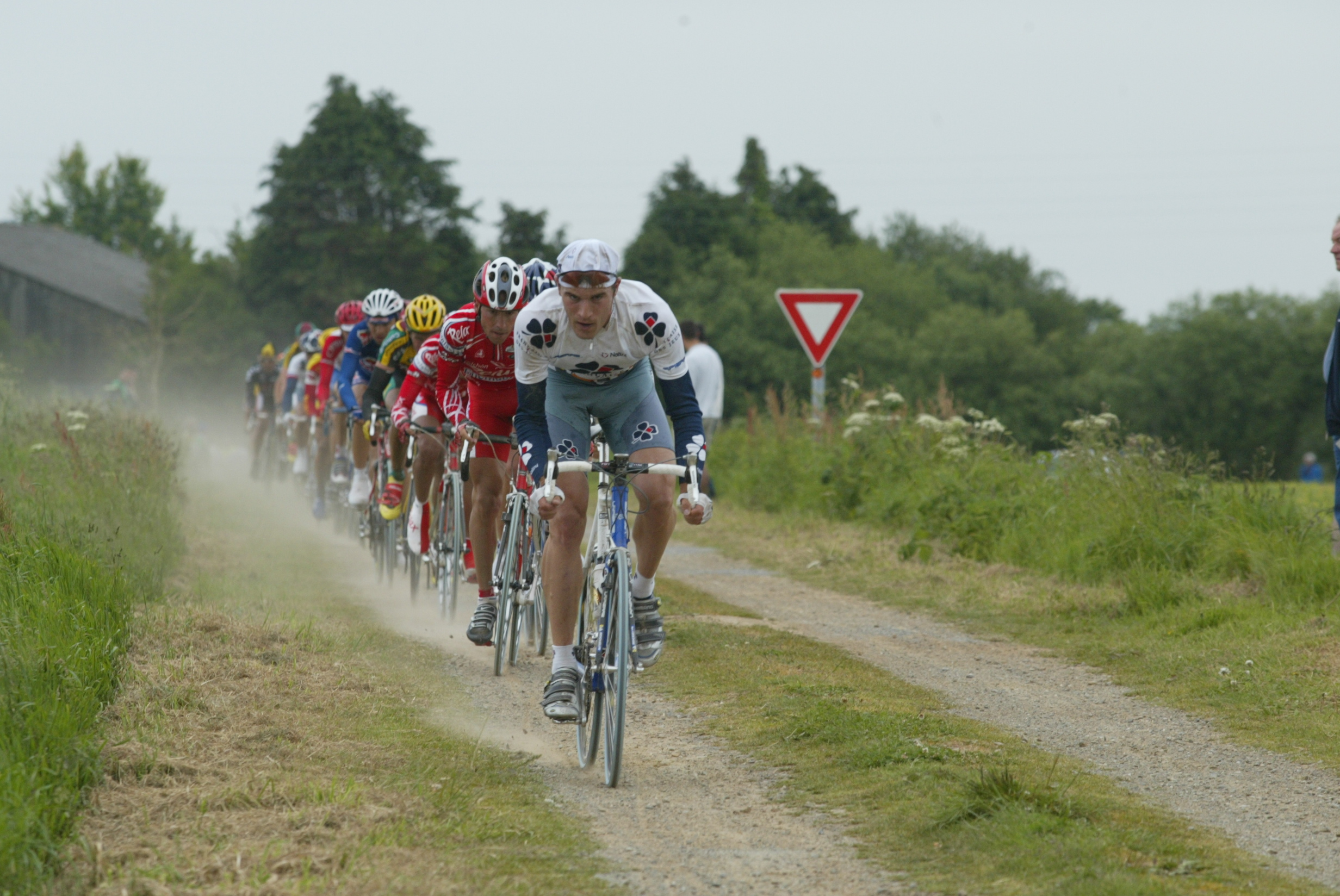
Один из участков рибину в 2002 году

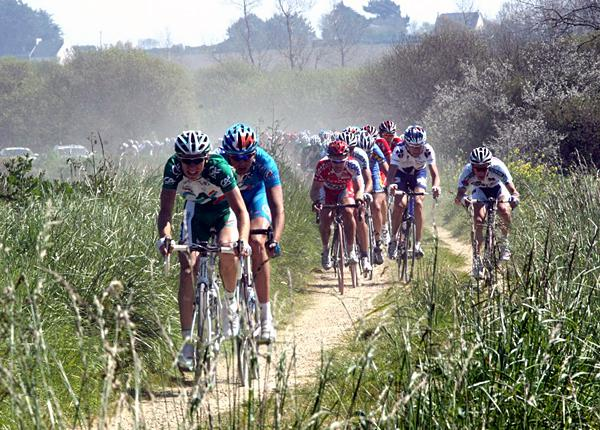
Один из участков рибину в 2007 году

Тро-Бро Леон, что в переводе с бретонского означает Тур земель Леона, была создана в 1984 году Жан-Полем Меллуэ, который пытался собрать средства для поддержки школы Diwan de Lannilis. Идею проведения гонки с грунтовыми и гравийными участками, которые называются рибину (с брет. ribinoù, что обозначает дороги без асфальтового покрытия: гравийные, грунтовые, сельскохозяйственные и т.п.) он объяснил репортеру Le Télégramme в марте 2011 года:

так как я обнаружил, что все гонки похожи, я решил проложить маршрут по знаменитым рибину в Бретани.
Оригинальный текст (фр.)comme je trouvais que toutes les courses se ressemblaient, j'ai décidé de lui faire emprunter les chemins de traverse, les fameux "ribinoù" en breton

До 1999 года участие в гонке принимали только любители. С 2004 года входит в календарь Велошоссейного кубка Франции, а с 2005 года — в календарь UCI Europe Tour с категорией 1.1.
На результат гонки зачастую влияют характерные для прибережного региона ветра. 
Победитель гонки получает в качестве приза живого поросёнка.

## Маршрут
Гонка стартует в основном в Ланнили (иногда в его окрестностях), далее гонщикам предстоит преодолеть 150 км по территории округа Брест. После этого они снова возвращаются в Ланнили, вокруг которого проходятся финальные круги протяжённостью 50 км. Финиш расположен в Ланнили. Маршрут включает примерно 27 участков рибину, общей протяжённостью 32 км. Именно эта особенность маршрута из-за сходства с Париж — Рубе дала гонке Тро-Бро Леон прозвища Маленькая Париж-Рубе, Бретоньская Париж-Рубе, Ад Запада. Общая протяжённость дистанции составляет чуть более 200 км.

## Призёры
| Год  | Победитель           | Второй               | Третий              |          |
| ---- | -------------------- | -------------------- | ------------------- | -------- |
| 1984 | Бруно Шемен          | Жан-Жак Ламур        | Марсель Ришо        |          |
| 1985 | Бруно Шемен          | Юбер Грейнджик       | Доминик Ле Бон      |          |
| 1986 | Филипп Далибар       | Жан-Жак Ламур        | Марк Хибу           |          |
| 1987 | Доминик Ле Бон       | Philippe Beau        | Жан-Жак Ламур       |          |
| 1988 | Филипп Далибар       | Stéphane Piriac      | Доминик Ле Бон      |          |
| 1989 | Филипп Далибар       | Serge Oger           | Bertrand Sourget    |          |
| 1990 | Марк Хибу            | Филипп Далибар       | Эммануэль Маллет    |          |
| 1991 | William Milloux      | Loïc Le Flohic       | Xavier Brissaud     |          |
| 1992 | Яан Кирсипуу         | Жан-Луи Конан        | Жан-Марк Барбе      |          |
| 1993 | Jean-Philippe Rouxel | Мишель Лалуэ         | Francis Urien       |          |
| 1994 | Стефан Петилло       | Serge Oger           | Жан-Жак Ламур       |          |
| 1995 | Camille Coualan      | Philippe Le Barbier  | Sylvain Desbois     |          |
| 1996 | Тьерри Брико         | Francis Urien        | Вальтер Бенето      |          |
| 1997 | Фредерик Делаланде   | Jean-Philippe Rouxel | Franck Laurance     |          |
| 1998 | Фредерик Делаланде   | Francis Urien        | Jean-Michel Thilloy |          |
| 1999 | Jean-Michel Thilloy  | Людовик Капелле      | Людовик Оджер       |          |
| 2000 | Йо Планкарт          | Самуэль Санчес       | Людовик Капелле     |          |
| 2001 | Жаки Дюран           | Эрвин Тейс           | Eddy Lembo          |          |
| 2002 | Баден Кук            | Вальтер Бенето       | Себастьян Ино       |          |
| 2003 | Самуэль Дюмулен      | Филипп Жильбер       | Дидье Роус          |          |
| 2004 | Самуэль Дюмулен      | Кристоф Менжен       | Берт Схейрлинкс     |          |
| 2005 | Тристан Валентин     | Седрик Котюль        | Михаил Тимошин      |          |
| 2006 | Марк Реншоу          | Александр Усов       | Жан-Патрик Насон    |          |
| 2007 | Саид Хадду           | Себастьян Шаванель   | Кристоф Диге        |          |
| 2008 | Фредерик Гуесдон     | Максим Гуров         | Жульен Бельжу       |          |
| 2009 | Саид Хадду           | Стефан Бонсежро      | Лилиан Жегу         |          |
| 2010 | Жереми Руа           | Ренауд Дион          | Ллойд Мондори       |          |
| 2011 | Венсан Жером         | Уилл Рутли           | Арнольд Жаннессон   |          |
| 2012 | Райан Рот            | Бенуа Жаррье         | Гийом Буавен        |          |
| 2013 | Фрэнсис Муре         | Жоан Ле Бон          | Антони Жеслен       |          |
| 2014 | Адриан Пети          | Флавьен Дассонвиль   | Седрик Пино         |          |
| 2015 | Александр Женье      | Бенуа Жаррье         | Флориан Сенешаль    |          |
| 2016 | Мартин Мортенсен     | Питер Уильямс        | Флориан Вашон       |          |
| 2017 | Дамьен Годен         | Фредерик Баккарт     | Бенджамин Жиро      |          |
| 2018 | Кристоф Лапорт       | Дамьен Годен         | Jelle Mannaerts     |          |
| 2019 | Андреа Вендраме      | Батист Планкарт      | Эмиль Виньебо       |          |
| 2020 | отменено             | отменено             | отменено            | отменено |
| 2021 | Коннор Свифт         | Пит Аллегарт         | Батист Планкарт     |          |
| 2022 | Уго Хофстеттер       | Лука Моццато         | Коннор Свифт        |          |
| 2023 | Джакомо Ниццоло      | Арно Де Ли           | Нильс Экхофф        |          |
| 2024 | Арно Де Ли           | Клеман Вентурини     | Пьер Готера         |          |
| 2025 | Бастьен Троншон      | Пьер Готера          | Валантен Мадуа      |          |

## Рекорд побед

### Индивидуально
| Число побед | Гонщик            | Год              |
| ----------- | ----------------- | ---------------- |
| 3           | Филипп Далибар    | 1986, 1988, 1989 |
| 2           | Бруно Шемен       | 1984, 1985       |
| 2           | Фредерик Делаланд | 1997, 1998       |
| 2           | Самуэль Дюмулен   | 2003, 2004       |
| 2           | Саид Хадду        | 2007, 2009       |

### По странам
| Побед | Страна                                      |
| ----- | ------------------------------------------- |
| 29    | Франция                                     |
| 2     | Австралия                                   |
| 1     | Бельгия · Канада · Эстония · Дания · Италия |